# Sonate K. 445
La sonate K. 445 (F.391/L.385) en fa majeur est une œuvre pour clavier du compositeur italien Domenico Scarlatti.

## Présentation
La sonate K. 445, en fa majeur, notée Allegro, o presto, forme une paire avec la sonate suivante. Particulièrement rapide et difficile, cette toccata — apparentée à la sonate K. 348 avec ses mêmes doubles croches, dont le modèle est la sonate K. 4 — introduit une pastorale à 
. Le dramatisme est renforcé par des silences qui viennent interrompre le mouvement perpétuel des doubles croches.
Wanda Landowska rapproche le dessin de l'ouverture avec le Prélude no 8 en ré dièse mineur, du second livre du Clavier bien tempéré (1742) et Pestelli note la similitude typique avec les ouvertures de toccatas d'Alessandro.
Les autres toccatas similaires sont les sonates K. 382, 533, 545 et également K. 416 en raison de leur ouverture et de leur humeur de toccata selon l'expression de Pestelli.

## Manuscrits
Le manuscrit principal est le numéro 28 du volume X (Ms. 9781) de Venise (1755), copié pour Maria Barbara ; les autres sont Parme XII 24 (Ms. A. G. 31417), Münster II 41 (Sant Hs 3965). Une copie figure à Cambridge, manuscrit Fitzwilliam 32 F 12, no 3 et une autre à Lisbonne, ms. FCR/194.1 (no 60 et dernière du recueil).

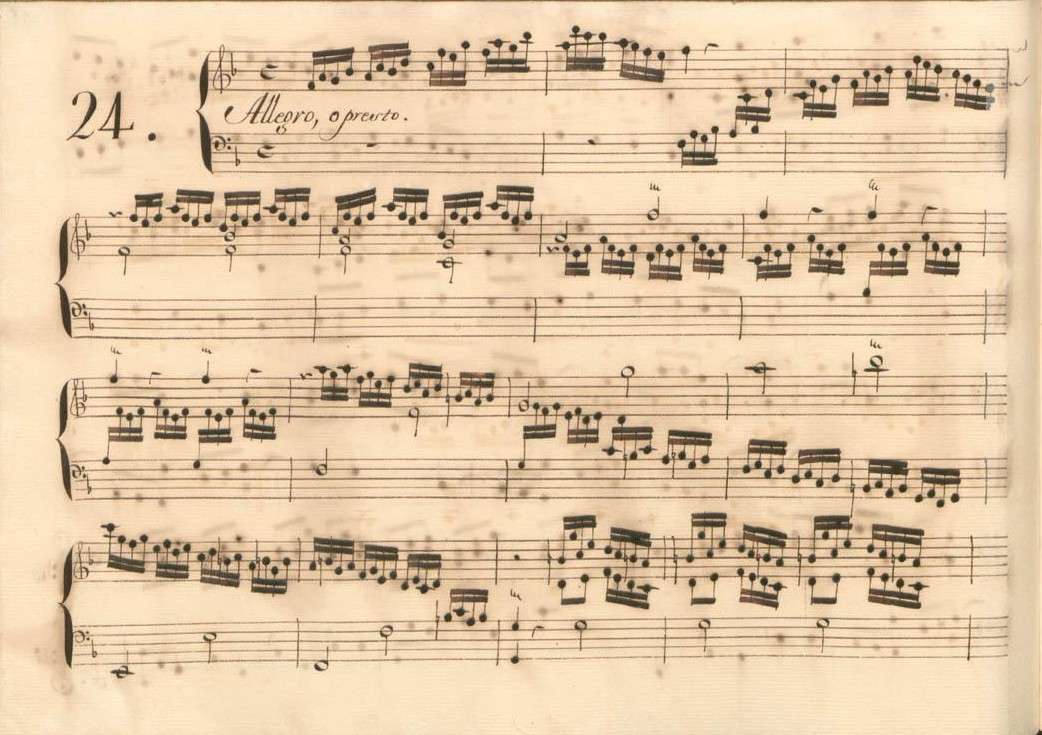
Parme XII 24.
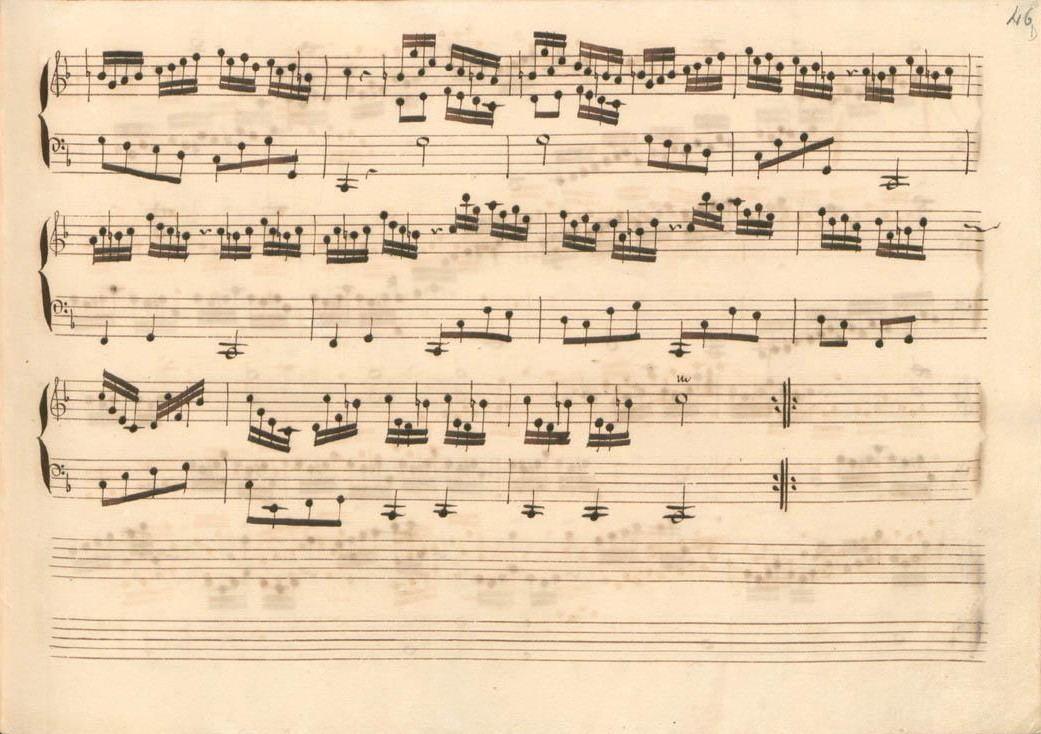
Parme XII 24 (fin de la première section).
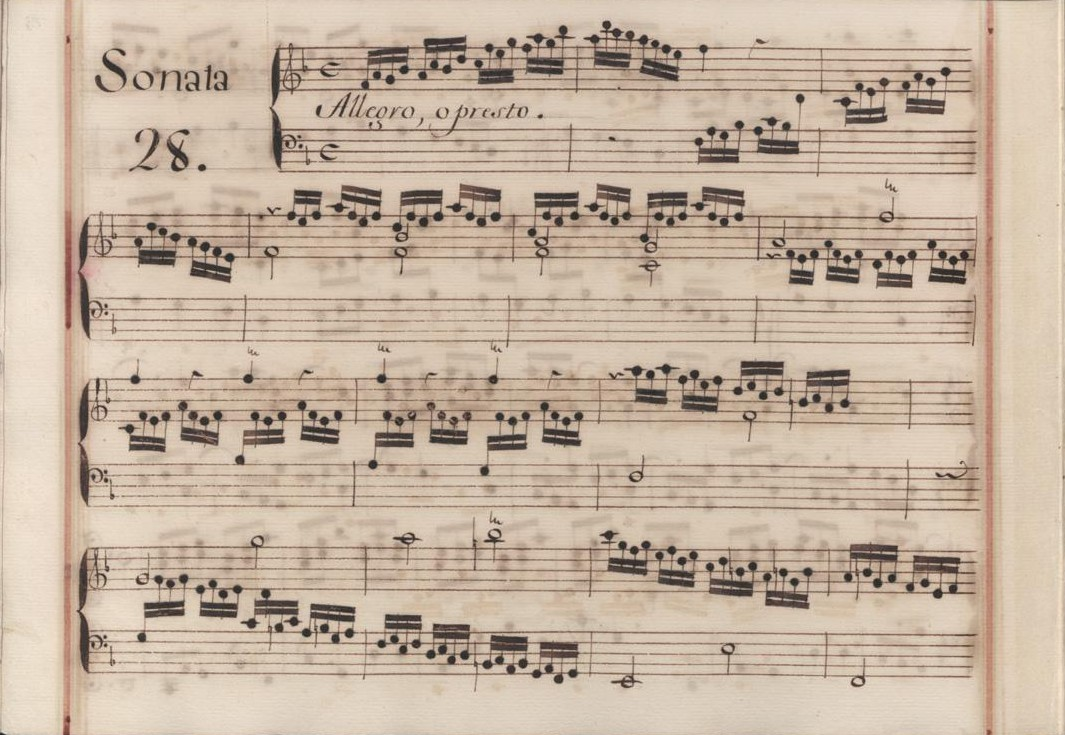
Venise X 28.
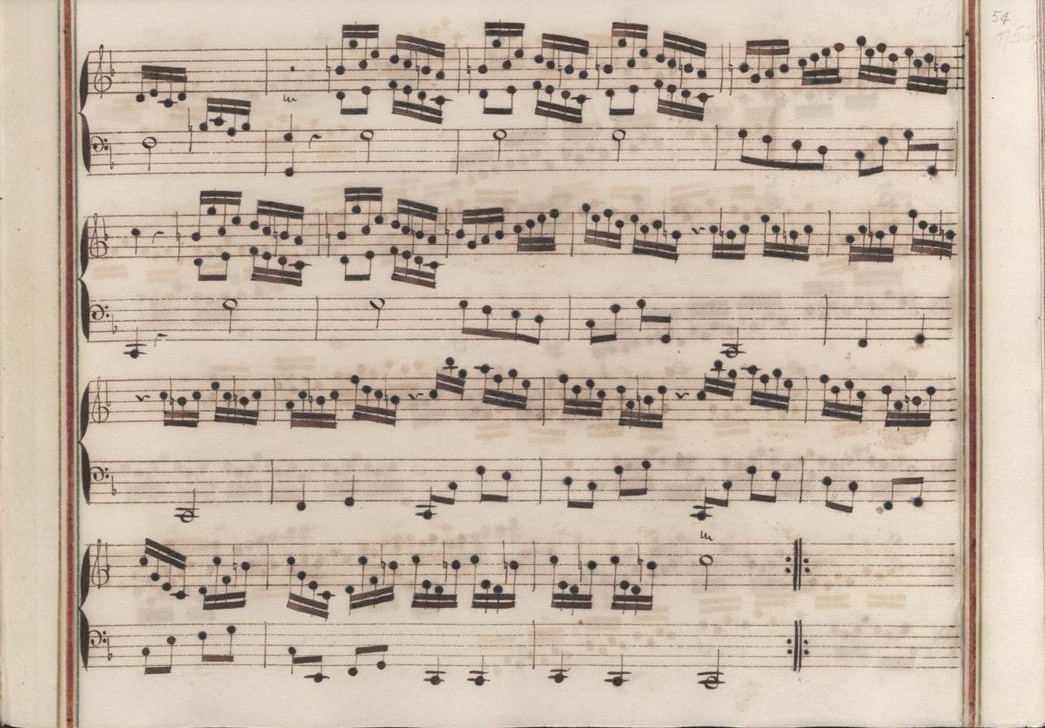
Venise X 28 (fin de la première section).
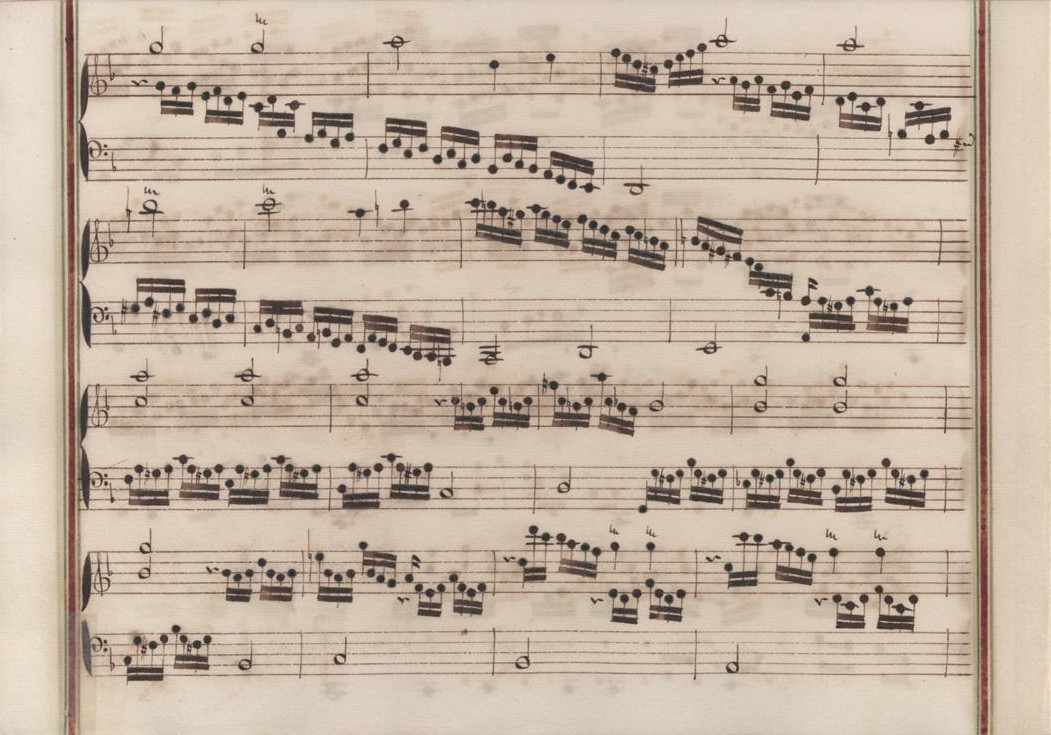
Venise X 28 (début de la seconde section).
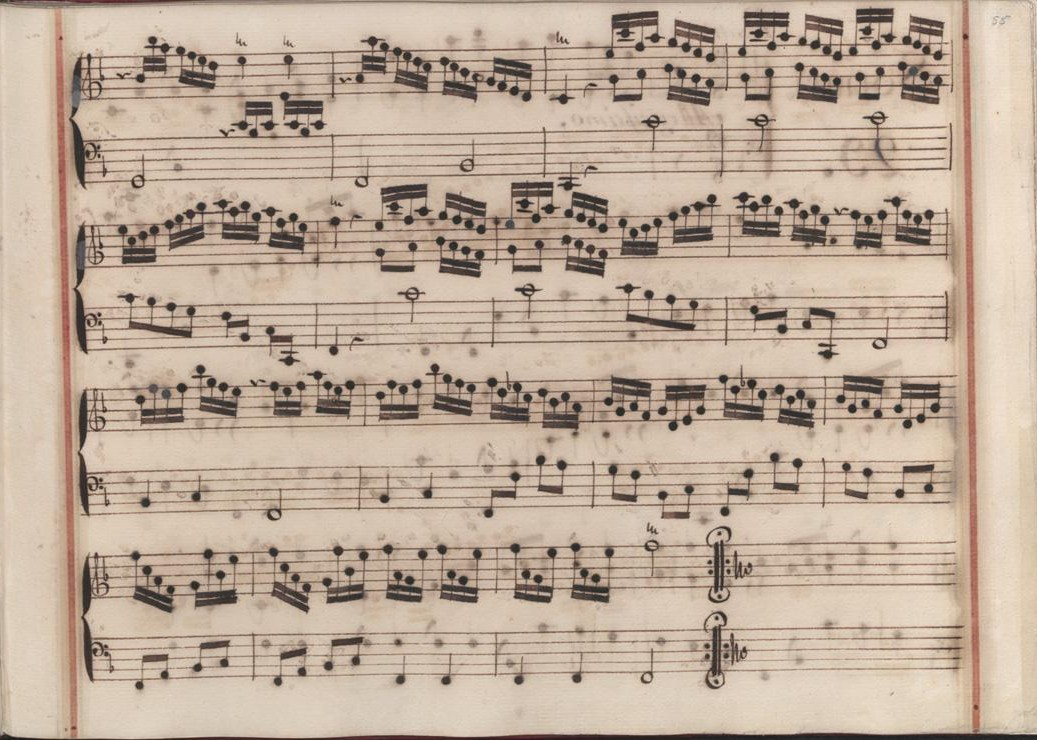
Venise X 28 (fin de la sonate).

## Arrangement
La sonate K. 445 fait partie de la sélection d'œuvres orchestrées pour le ballet Le donne de buon umore de Vincenzo Tommasini en avril 1917 à Rome, et présenté par les Ballets russes de Serge de Diaghilev.

## Interprètes
La sonate K. 445 est défendue au piano, notamment par Sergei Babayan (1995, Piano Classics), Nikolaï Demidenko (2003, AGPL), Sean Kennard (2015, Naxos, vol. 17) et Carlo Grante (2016, Music & Arts, vol. 5) ; au clavecin par Luciano Sgrizzi (1964, Accord), Scott Ross (1985, Erato), Richard Lester (2003, Nimbus, vol. 4) et Pieter-Jan Belder (Brilliant Classics, vol. 10).

## Sources
: document utilisé comme source pour la rédaction de cet article.
- Ralph Kirkpatrick (trad. de l'anglais par Dennis Collins), Domenico Scarlatti, Paris, Lattès, coll. « Musique et Musiciens », 1982 (1re éd. 1953 (en)), 493 p. (ISBN 978-2-7096-0118-4, OCLC 954954205, BNF 34689181).
- (it) Giorgio Pestelli, Le sonate di Domenico Scarlatti : proposta di un ordinamento chronologica, Turin, Giappichelli, coll. « Archeologia e storia dell'arte » (no 2), 1967, iv-294 (OCLC 313316263, BNF 43197837)
- Alain de Chambure, « Domenico Scarlatti, Intégrale des sonates — Scott Ross », Erato/Éditions Costallat (2564-62092-2 (livret : 2292-45309-2)), 1985 (OCLC 891183737) .
- (es) Celestino Yáñez Navarro (thèse), Nuevas aportaciones para el estudio de las sonatas de Domenico Scarlatti. Los manuscritos del Archivo de Música de las Catedrales de Zaragoza, Université autonome de Barcelone, 2016 (lire en ligne)
- (en) Carlo Grante, « Domenico Scarlatti, intégrale des sonates pour clavier (vol. 5) », Music & Arts (CD-1294), 2017 (OCLC 1079366528) .